# Военный переворот в Мали (2012)
Военный переворот в Мали — события, начавшиеся 21 марта 2012 года, когда восставшие военные взяли с боем в столице Бамако президентский дворец, здание государственного телевидения и военные казармы. Нападавшие заявили, что ими создан Национальный комитет по восстановлению демократии и возрождению государства в Мали, главой которого является капитан Амаду Саного. Также было объявлено, что свергнут режим президента Мали Амаду Тумани Туре, были арестованы премьер Сиссе Мариам Кайдама Сидибе и несколько министров, в том числе глава МИД Сумейлу Бубей Маига.

## Предыстория
Сепаратисты-туареги, ведущие борьбу за создание собственного государства, захватили северные районы Мали. Армия Мали не смогла противостоять кочевникам, которые в результате случившихся в соседней Ливии военных действий получили в своё распоряжение оружие и средства связи.
Восставшие военные поставили в вину президенту именно неспособность подавить восстание туарегов, результатом которого стали захват последними северо-восточной половины территории страны и последовавшее провозглашение независимого государства Азавад.

## Последствия
2 апреля 2012 года Экономическое сообщество стран Западной Африки объявили о прекращении экономической помощи Мали и потребовало от военных в течение 72 часов передать власть гражданскому правительству. Военная хунта Мали 7 апреля передала власть спикеру парламента Дионкунде Траоре.
После военного переворота Национальное движение за освобождение Азавада ещё более активизировало свои действия, взяло историческую столицу Азавада Томбукту и всю территорию Малийского Азавада, объявило об одностороннем прекращении огня в связи с достижением своих целей и 6 апреля 2012 года провозгласило Азавад независимым государством
8 апреля 2012 года свергнутый военными президент Мали Амаду Тумани Туре официально подал в отставку. Он передал Джибрилю Бассоле, министру иностранных дел Буркина-Фасо и главному представителю членов ЭКОВАС, письменное уведомление о собственной отставке. МИД Буркина-Фасо выступил посредником на переговорах между военными-мятежниками и Амаду Тумани Туре.
8 апреля 2012 года страны ЭКОВАС отменили санкции, введённые в отношении Мали, после того как Амаду Саного, лидер военной хунты, согласился на передачу власти главе Национального собрания (однопалатного парламента).
Днем 21 мая 2012 года тысячи жителей Мали захватили президентский дворец. Главным требованием граждан является отставка временного президента Дионкунды Траоре, назначенного на эту должность под давлением мирового сообщества. По мнению участников акции, Траоре, ранее работавшего спикером парламента, должен заменить капитан Амаду Саного — лидер революционеров, свергнувших в конце марта прежнее правительство страны. Никаких беспорядков и бесчинств протестующие не устраивают. Военнослужащие, охраняющие президентский дворец, в происходящее не вмешиваются.

## Реакция
- Всемирный банк приостановил действие части программ помощи Мали[9]
- С осуждением путча в Мали выступили Франция, Африканский союз, Экономическое сообщество стран Западной Африки[10].
- 21 декабря 2012 года Совбез ООН санкционировал военную операцию в Мали[11][12].